# Юрт-Ора
Юрт-Ора (рос. Юрт-Ора) — присілок у Коливанському районі Новосибірської області Російської Федерації.
Входить до складу муніципального утворення Скалинська сільрада. Населення становить 51 особа (2010).

## Історія
Згідно із законом від 2 червня 2004 року органом місцевого самоврядування є Скалинська сільрада.

## Населення
| 2002 | 2007 | 2010 |
| ---- | ---- | ---- |
| 93   | ↗99  | ↘51  |